# 1996年美国竞选财务丑闻

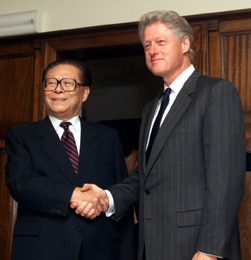
时任中国国家主席江泽民与时任美国总统克林顿

1996年美国竞选财务丑闻，又称中国门，是指控中华人民共和国政府在克林顿政府前后试图用金钱左右美国政治和克林顿政府的筹款活动的政治献金案。对美国民主党筹款活动的质疑最早出现于1996年9月21日《洛杉矶时报》的一篇文章。之后《华盛顿邮报》刊登了鲍博·伍德沃德和布来恩·杜菲的一篇文章，宣称美国司法部通过对筹款活动的调查，发现中华人民共和国的特工在1996年美國總統選舉前，试图从美国以外的地方向美国民主党全国委员会直接捐献政治献金。这篇报道使美国公众第一次注意到中华人民共和国卷入了这一事件。 报道说，情报显示位于美国首都华盛顿的中华人民共和国大使馆在捐钱过程中起了协调作用，而非美国公民向美国政客或政党捐钱的行为是违反美国法律的。中华人民共和国政府否认了这些关于政治献金的指控。
最终有十七人被判犯有欺诈罪或输送亚洲基金给美国选举的罪行。他们中的很多人都是克林顿总统和戈尔副总统的好朋友。

## 背景

### 新中国游说团
根据美国参议院的一份报告《关于1996年联邦选举中的非法或错误行为的调查》（Investigation of Illegal or Improper Activities in Connection with 1996 Federal Election Campaigns），在1995年以前，中华人民共和国政府在美国几乎完全通过外交途争取利益，比如和白宫的高级官员会谈。在这些会议中，中国官员会用中国的巨大市场作为筹码来与美国政府谈判。美国公司也因在华业务对美国政府进行游说。在1990年代，美国的新闻媒体把美国公司争取同中华人民共和国进行贸易的有利政策的游说活动称为“新中国游说团”（New China Lobby），以区别于为中华民国游说的“旧中国游说团”。新中国游说团包括了很多在中华人民共和国有重大贸易和投资利益的美国公司，比如AT&T、通用汽车、波音公司等。 而且据报道，包括几位前美国国务卿在内的很多著名的美国人也参与了争取加强美国和中华人民共和国经贸联系的活动，比如前美国国务卿亨利·基辛格、乔治·舒尔茨、塞鲁斯·万斯、劳伦斯·西德尼·伊格尔伯格、亚历山大·黑格、前美国国家安全顾问布兰特·斯考克罗夫特等人。 新中国游说团督促美国政府保护美国和中华人民共和国的经贸联系，因为美国对中国大陆的出口在迅速增加并因此给美国增添了许多工作岗位。

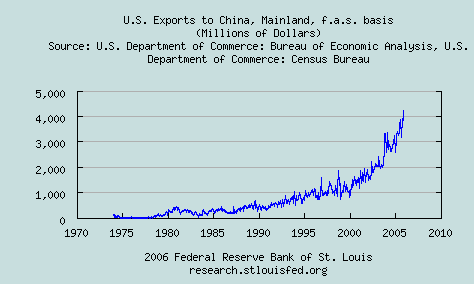
美国和中国不断加强的经贸联系成为影响两国间外交和政治关系的一个因素

美国参议院关于1996年筹款活动的调查报告显示，美国对中华人民共和国的出口额度从1980年的30亿美元增加到了1994年的380亿美元。1991年到1996年间，美国对中国大陆的出口增长了90.5%，美国认为中华人民共和国是未来美国商品出口最具潜力的十大新兴市场之一。 两国间的贸易总额已经从1980年的48亿美元增加到了1996年的635亿美元，这使得中华人民共和国成为当时美国的第四大贸易伙伴。
由于贸易的增长，批评者质疑美国是否应该继续将中国视为地缘政治的竞争对手。报告提到的一个解释，是在中华人民共和国政府看来，美国国会中的反华势力在华盛顿造成了一股反华的气氛。根据美国参议院的委员会的说法，这次调查中的情报显示中华人民共和国政府从1994年起，开始担心美国国会的决议以及对台湾问题的立场可能会损害中国的利益。

### 李登輝訪美與台灣海峽飛彈危機
1995年初，中华民国总统李登辉申请入美签证以参加预定于1995年6月举行的康奈尔大学毕业聚会和相关活动。同年5月，美国国会通过决议，要求克林顿总统给李登辉总统发放签证。当美国国务院发放了签证后，中华人民共和国政府迅速表示抗议，并且通过传统的外交渠道施加压力，中断了正在进行的贸易谈判，召回了中国驻美大使。中华人民共和国政府认为台湾是一个「叛离的省」。自1995年5月15日开始，中国进行了一系列地下核试验。同时，中华人民共和国情报机关在美国中央情报局驻台湾办事处里发展了一个内线，这个内线向中华人民共和国提供了一份机密文件，其中包含了所有美国核弹头的设计信息。之后，中国人民解放军在同年7月开始在台湾附近水域开始了一系列的导弹试射，導致台灣海峽的局勢異常緊張。

### 中国方案
根据美国参议院的报告，这些危机之后中国官员终于制定了一套建议，以争取中国的利益并改善中国在美国人民心目中的形象。这些建议被称为“中国方案”，是受到美国国会成功游说美国总统授予李登辉签证的启发。美国国务卿沃伦·克里斯托弗曾向他的中国同行钱其琛保证：给予李登辉签证是“不符合（美国与台湾的）非官方关系的”，但是克林顿政府仍然接受了国会的决议，这让中华人民共和国政府意识到：美国国会对美国外交政策的影响要比以前认为的更加重要。在制定所谓的方案时，中国官员承认，比起其他国家，中华人民共和国从前对于美国国会的政治决策几乎一无所知更遑论有什么影响力，相反，由中國國民黨运作“中国游说团”对于美国国会中的亲台派有很大的影响。
根据美国参议院的报告，这份方案责成在美国的中国官员提高美国国会议员认识并增加同美国议员、公众和媒体的接触。据称，该计划对如何游说美国官员提供了建议。
多年以来，中华人民共和国政府一再否认这些游说活动涉及任何捐款： 
美国有些人和媒体猜测……中国人参与了美国大选中的所谓的政治捐款。这是无中生有，是为了诋毁中国。（北京）从来没有、也不会在任何时候用金钱来影响美国政治。——中华人民共和国外交部发言人，1998年5月

## 主要筹款人物和群体

### 崔亚琳和王军

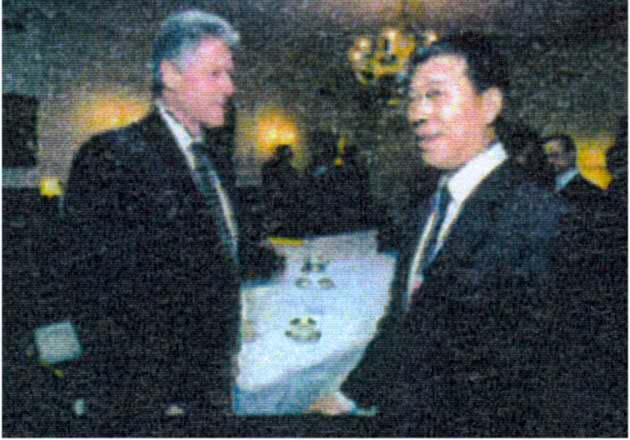
1996年克林顿与王军在在白宫

最主要的一笔境外非法捐款是崔亚琳（Yah Lin "Charlie" Trie）捐给美国总统克林顿的法律辩护基金的460000美元。这笔钱是用信封装的，一沓1000美元，有些钱的序号相连，而且上面有同一笔迹的不同名字。
崔亚琳生于台湾，1974年移民美国，并且在阿肯色州的小石城和他人共同拥有一个旅馆。在小石城，他和克林顿成了朋友。除了捐款给克林顿的法律辩护基金，他和他的直系亲属还捐款220000美元给美国民主党全国委员会，不过后来这一笔钱被返还了。
在捐款给克林顿的辩护基金后，崔亚琳紧接着致信克林顿，表示了对美国介入因中国在台湾附近进行军事演习而造成的紧张情势的关切。

## 调查

### 司法部介入

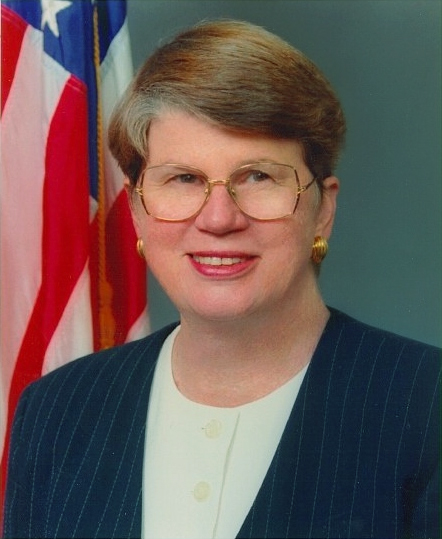
时任美国司法部部长珍妮特·雷诺（Janet Reno）

美国司法部于1996年底成立了一个特别工作组开始着手调查对克林顿和戈尔对用于竞选连任的筹款进行滥用的指控。这个小组在不久后扩大了调查范围，扩大到包括在1996年12月比尔·克林顿的法律辩护基金的相关活动。

克林顿总统在1997年2月宣布，他认为调查报告应该做到证据有力和调查彻底，以证明中华人民共和国政府确实试图直接从海外的民主党全国委员会捐款。后来克林顿总统突然不再呼吁由独立检察官来调查，并称这是美国司法部的决定。他说：
|  | 显然，如果哪个国家向我们之中的任何一方输入资金，不管是什么理由，这对美国来说将是一个非常严重的问题。 |

到了1997年7月，美国政府认定，没有任何证据证实这些指控。
|                             | 我们已经收到了联邦调查局的相关报告……我们相信，在我们对中国的政策中，这些变化是没有基础的。这是一个基准。 |
| ——白宫新闻发言人迈克·麦柯里 | |

“我们不知道这是真的还是假的”克林顿总统说，“所以，因为我不知道，所以这不可能……而且它不会影响美国人民在我们的外交政策中拥有的更大的长远战略利益。”
两党在国会的议员达成的结论显得两极化。根据华盛顿邮报披露，参议员弗雷德·汤普森（共和党田纳西州议员）和负责调查筹款争议的委员会的主席表示，他们相信中国有计划性和针对性的秘密介入总统和国会的选举。而民主党参议员乔·利伯曼和约翰·格伦说，他们相信证据显示出中国只针对国会的选举。

## 传记
- Clinton, Bill. . M.E. Sharpe. 2000. ISBN 978-0-7656-0584-9.
- Gertz, Bill. . Regnery Publishing. 2002. ISBN 978-0-89526-187-8.
- Timperlake, Edward; William Triplett. . Regnery Publishing. 1998. ISBN 978-0-89526-333-9.
- Vogel, Ezra F. . W. W. Norton & Company. 1997. ISBN 978-0-393-31734-3.